# Scopulini
Scopulini zijn een tribus van vlinders uit de familie van de spanners of Geometridae. 

## Geslachten
- Oar Prout, 1913 — 1 soort
- Holarctias Prout, 1913 — 2 soorten
- Cinglis Guenée, 1857 — 1 soort
- Pseudocinglis Hausmann, 1993 — 2 soorten
- Acratodes Guenée, 1857 — 2 soorten
- Scopula Schrank, 1802 — 180 soorten
- Scopuloides Hausmann, 1993 — 2 soorten
- Glossotrophia Prout, 1913 — 12 soorten
- Stigma Alphéraky, 1883 — 1 soort
- Problepsis Lederer, 1853 — 9 soorten
- Somatina Guenée in Boisduval & Guenée, 1857 — 16 soorten
- Leptostales Möschler, 1890 — 10 soorten
- Lophosis Hulst, 1896 — 1 soort